# Ypthima aurivilliusi
Ypthima aurivilliusi är en fjärilsart som beskrevs av D'abrera. Ypthima aurivilliusi ingår i släktet Ypthima och familjen praktfjärilar. Inga underarter finns listade i Catalogue of Life.